# An der Arche um acht
An der Arche um acht ist ein zweiaktiges Theaterstück von Ulrich Hub, das unter der Regie des Autors 2006 am Badischen Staatstheater Karlsruhe uraufgeführt und danach von zahlreichen Bühnen nachgespielt wurde. Es erhielt mehrere Preise und erschien auch als Hörspielfassung sowie als Kinderbuch.

## Entstehung
An der Arche um acht ist Hubs drittes Stück für jüngere Zuschauer, dessen Hauptrollen Pinguinen zugedacht sind: Das Einpersonenstück Der dickste Pinguin vom Pol kam 1996 in Dortmund heraus, 2001 folgte Pinguine können keinen Käsekuchen backen  in Duisburg. Das Werk erschien als Auftrag des Schauspiels in Karlsruhe, das wie mehrere baden-württembergische Theater in der Spielzeit 2005/06 ein Kinderstück zum Thema ‚Gott‘ in Auftrag gab.

## Handlung

### Erster Akt
Drei Pinguine in der Antarktis streiten sich über Gott und die Welt. Als einer von ihnen einen Schmetterling zerdrückt, ist der Krach komplett, hat doch Gott gesagt: „Du sollst nicht töten“. Beleidigt zieht der ‚Mörder‘ davon. Es hat zu regnen begonnen. Eine Taube berichtet von Gott, der die Welt, wie er sie gemacht hat, schlecht findet und alles mit einer Sintflut ertränken will – außer je zwei Exemplaren jeder Tierart, die mit Noah auf ein Schiff namens Arche dürfen und überleben sollen. Sie gibt den Pinguinen ihre Fahrkarten und mahnt zur Pünktlichkeit: „An der Arche um acht!“ Jetzt haben die beiden Fahrkartenbesitzer ein schlechtes Gewissen, sie beschließen, ihren Freund als blinden Passagier mit auf die Arche zu schmuggeln. Sie schlagen ihn kurzerhand k. o. und packen ihn in einen Koffer, den sie mühsam am strengen Blick der Taube vorbei ins Schiff bugsieren können.
Der Aufenthalt im Schiff ist langweilig, und es stinkt nach Teer. Der wieder aufgewachte Pinguin aus dem Koffer erfährt, was passiert ist und hat ein schlechtes Gewissen, weil er durch das Abmurksen des Schmetterlings Gott wütend gemacht und damit die Sintflut verursacht hat. Außerdem muss, wann immer die Taube zum Kontrollbesuch erscheint, schnell einer der Pinguine in den Koffer springen. Immerhin bringt die Taube ihnen ein paar Kekse.

### Zweiter Akt
Die Kekse sind alle. Die drei Pinguine haben Heimweh und besingen ihre Heimat in einem Lied. Das hat die Taube aufgeweckt. Müde, wie sie ist, merkt sie erst nicht, dass drei Pinguine in dem Raum sind, aber sie kommt noch einmal wieder, und der Pinguin, der eben schnell in den Koffer gesprungen ist, verrät sich durch Schwatzen. Seine spontane Idee, sich als Gott auszugeben, funktioniert bei der dankbaren Taube zunächst, aber schließlich fliegt der Schwindel doch auf. Die Taube will Noah alles erzählen und geht ab.
Die Pinguine haben Angst vor der Strafe, die ihnen für ihren Schwindel droht. Da macht es einen Rumms. Kurze Zeit später erscheint die Taube mit einem Ölzweig im Schnabel und erklärt, dass die Flut zurückgegangen, die Arche gelandet ist und alle in Zweierreihen das Schiff verlassen müssen. Vor lauter Stress hat sie vergessen, einen Partner mit auf die Arche zu nehmen. Die Pinguine sind aber einer zu viel. So entsteht der Plan, einen der Pinguine als Taube getarnt vom Schiff herunterzubekommen.
Am Ausgang von der Arche begegnen die vier einem alten Mann, den die Pinguine zunächst für Gott halten, vor dem sie sich wegen der drohenden Strafe fürchten. Aber es ist nur Noah, der sie in der neuen Welt willkommen heißt. Gott ist nämlich kein Mann, erklärt der, sondern er „ist überall. In jedem Mensch, in jedem Tier, in jeder Pflanze“. Aber „vielleicht ist Gott auch ganz anders, als wir ihn uns vorstellen …“ Noah erinnert die Pinguine daran, dass sie ja schwimmen können und gar nicht mit auf die Arche hätten kommen müssen. Ein Regenbogen überstrahlt alles – Gott hat versprochen, nie mehr eine Sintflut zu schicken. Erleichterte Pinguine, eine todmüde Taube, und ein neues Liebespaar bleiben zurück.

## Inhalt
Ulrich Hub hat sich bewusst für den alttestamentlichen Gott entschieden, „der strenger und rigider in seinen Strafen sei, als der verzeihende Gott des neuen Testaments“. Die Autorität dieses alttestamentlichen Gottes durchzieht alle Dialoge und Situationen des Stücks. Wie auch in seinen anderen Kinderstücken spielt Hub in An der Arche um acht mit Plattitüden aus der Erwachsenensprache (so die Taube bei ihrem ersten Auftritt: „Habt ihr einen Moment Zeit, um über Gott zu sprechen, …“).
Die insgesamt sieben Liedtexte spielen auf berühmte Schlager an („Ich bin, was ich bin“, „Wir wollen niemals auseinandergehen“), sind jedoch nicht – wie in anderen Werken des Autors – direkte Parodien auf bestehende Lieder oder Arien.

## Rezeption
Das Stück wurde von Publikum und Presse sehr gut aufgenommen und erhielt noch im Jahr seiner Uraufführung den Deutschen Kindertheaterpreis und den Niederländisch-Deutschen Kinder- und Jugendpreis für Autoren. Eine Hörspielproduktion, die noch 2006 der hr produzierte, erhielt den Deutschen Kinderhörspielpreis. Zusammen mit dem Illustrator Jörg Mühle erarbeitete Hub eine Fassung als Prosa-Kinderbuch, die im Juni 2007 erschien und mit dem kinderLITERAturpreis der Linzer Buchmesse LITERA ausgezeichnet wurde. Eine Trickfilmproduktion der now films / Filmautoren AG ist in Vorbereitung.